# 프리버즈: 밍쿠와 찌아의 도시 대탈출
프리버즈: 밍쿠와 찌아의 도시 대탈출(Plumíferos)은 2010년 공개된 아르헨티나의 애니메이션 영화이다. 아르헨티나에서 2010년 2월 18일 개봉했다.

## 줄거리
영화는 우리 머리 위 7피트 높이에서 매일 벌어지는 도시 새들의 세계를 배경으로 한다. 흔히 볼 수 있는 나무나 구석에서 만날 수 있는 이 새들은 저마다의 이야기를 가지고 있다. 주인공 중 하나인 카나리아 페이피(Feifi)는 거물 기업가인 푸에르타스(Puertas)씨의 새장에서 탈출하여 자유를 찾아 새로운 삶을 시작한다. 평범한 집참새 주안(Juan)은 자신의 존재를 하찮게 여기지만, 우연한 사건으로 모습이 변하게 되면서 특별함을 느끼게 된다. 하지만 동시에 그 특별함 때문에 위험에 처하게 된다. 박쥐 클라리타(Clarita), 비둘기 리비아(Libia), 벌새 피포(Pipo) 등의 다양한 개성을 가진 새들이 등장하며 이들의 이야기가 펼쳐진다. 각자의 일상 속에서 벌어지는 사건들을 통해 자유, 특별함, 그리고 존재의 가치에 대한 메시지를 전달한다.

## 배역

### 한국판 성우진
- 김서영 - 삐뽀
- 김민국 - 밍쿠
- 송지아 - 찌아
- 윤세웅 - 고양이
- 유지원 - 클레리
- 최정현 - 리비아
- 박상훈 - 방울새
- 윤동기 - 호안
- 김경희 - 새

## 같이 보기
- 컴퓨터 애니메이션 영화 목록